# Igreja de Nossa Senhora das Mercês (Belém)
A Igreja de Nossa Senhora das Mercês localiza-se na praça Visconde do Rio Branco, popularmente conhecida como Praça das Mercês, na cidade de Belém, no estado brasileiro do Pará. Ela é parte integrante do conjunto arquitetônico do Convento dos Mercedários.

## História

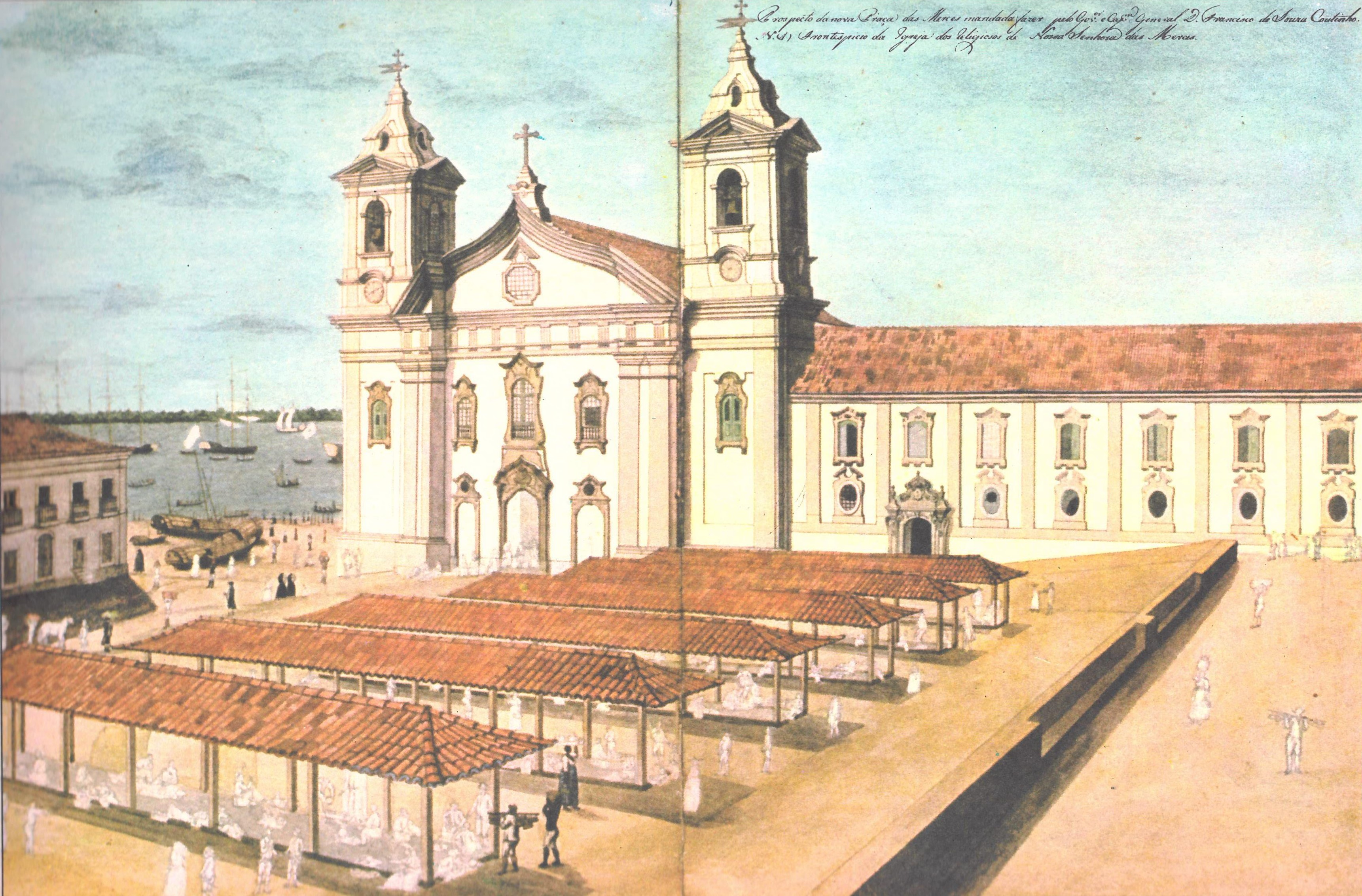
Em pintura de Alexandre Rodrigues Ferreira.

Quando do regresso da expedição de Pedro Teixeira, vieram dois religiosos da Ordem Calçada de Nossa Senhora das Mercês: Frei Pedro de La Rua Cirne e Frei João da Mercês. Esses religiosos permaneceram em Belém, iniciando em 1640 a construção da Igreja e do Convento das Mercês, originalmente de taipa.
Mais tarde, em 1753, foi reconstruído em alvenaria de pedra, com traça do arquiteto italiano Antônio José Landi em estilo barroco primitivo.
A Ordem dos Mercedários permaneceu no Pará até 1777, quando foi expulsa pela Coroa Portuguesa.
No século XIX o conjunto esteve abandonado e o templo fechado ao culto, tendo servido como depósito. Nesse período, muitas das suas obras perderam-se. Destaca-se, no contexto da Cabanagem, a chamada "batalha do Trem de Guerra" (1835), quando os revoltosos tentaram tomar de assalto o "Trem de Guerra", armazém militar então instalado nas dependências do antigo convento. Os atiradores legalistas, postados no alto dos casarões circundantes, repeliram os cabanos, tombando 800 destes. Entre eles contava-se o líder, Antônio Vinagre, que, aos vinte anos de idade, caiu com um tiro na testa, na esquina da rua João Alfredo com Frutuoso Guimarães.
No início do século XX, ao assumir a Arquidiocese, D. Santino garantiu as obras de recuperação que permitiram a reabertura do templo em 1913.
O prédio das dependências do convento sofreu incêndio de grandes proporções em 19 de outubro de 1978 danificando-o seriamente, mas a igreja propriamente dita foi pouco afetada pelo fogo. Para evitar danos maiores o vigário da igreja Francisco Bugliotta iniciou com a ajuda de populares a retirada de imagens e outros objetos; durante a confusão que se estabeleceu algumas peças foram danificadas ou roubadas.